# چتر دریایی
چتر دریایی از نظر طول بدن(حدود ۳۷ متر) بزرگترین جاندار دنیا است.
چتر دریایی گونه‌ای عروس دریایی است که از خود نور می‌دهد. زیستگاه این جانور کرانهٔ باختری آمریکای شمالی است. و میتواند زیستگاه موجودات دیگر را خراب کند
این جانور از ردهٔ آب‌سانان (Hydrozoa)، راستهٔ آب‌وشان (Hydroida)، خانوادهٔ آکوریده (Aequoreidae) و سردهٔ چترهای دریایی (Aequorea) است.